# Japan Open 2022
Rakuten Japan Open Tennis Championships 2022 este un turneu de tenis masculin care se joacă pe terenuri dure în aer liber. Este cea de-a 47-a ediție a Japan Open, turneu de nivel ATP 500 din sezonul ATP Tour 2022. Se desfășoară la Ariake Coliseum din Tokyo, Japonia, în perioada 3-9 octombrie 2022.

## Campioni

### Simplu masculin
Pentru mai multe informații consultați Japan Open 2022 – Simplu

### Dublu masculin
Pentru mai multe informații consultați Japan Open 2022 – Dublu

## Puncte și premii în bani

### Distribuția punctelor
| Probă  | C   | F   | SF  | QF | R16 | R32 | R64 | Q  | Q2 | Q1 |
| Simplu | 500 | 300 | 180 | 90 | 45  | 20  | 0   | 10 | 4  | 0  |
| Dublu  | 500 | 300 | 180 | 90 | 0   | N/A | N/A | 45 | 25 | 0  |

### Premii în bani
| Probă  | C         | F         | SF        | QF       | R16      | R32      |
| Simplu | 365.275 $ | 196.540 $ | 104.745 $ | 53.520 $ | 28.565 $ | 15.235 $ |
| Dublu* | 119.980 $ | 63.990 $  | 32.370 $  | 16.190 $ | 8.380 $  | N/A      |

*per echipă